# Jimmy Foster (hockeista su ghiaccio)
James Foster, detto Jimmy (Glasgow, 13 settembre 1906 – Winnipeg, 4 gennaio 1969), è stato un hockeista su ghiaccio britannico naturalizzato canadese, di ruolo portiere.

## Carriera
Nato in Scozia, si trasferì all'età di sei anni in Canada, a Winnipeg. Mantenne tuttavia la doppia cittadinanza, e giocò con la nazionale britannica, divenendo campione olimpico nel 1936. Quello stesso torneo assegnò anche il titolo mondiale e quello europeo.
Con la nazionale Foster si aggiudicò poi l'oro agli europei e l'argento ai mondiali nel 1937 e nel 1938 (dal 1933 e fino al 1991 il titolo europeo era infatti messo in palio tra le nazionali europee partecipanti al campionato del mondo). È stato inserito nella British Ice Hockey Hall of Fame nel 1950.